# Formiga
Miraildes Maciel Mota, kurz Formiga (port.: „Ameise“) (* 3. März 1978 in Salvador), ist eine ehemalige brasilianische Fußballspielerin. Sie ist die erste südamerikanische Spielerin mit mehr als 100 Länderspielen und südamerikanische Rekordnationalspielerin. Sie ist die einzige Spielerin, die an allen bisher ausgetragenen Fußballturnieren der Frauen bei Olympischen Spielen teilgenommen und dabei die meisten Spiele bestritten hat. Sie ist ferner die einzige Spielerin, die an sieben WM-Endrunden teilgenommen hat.

## Vereine
Formiga spielte zunächst für verschiedene Vereine in ihrer Heimat, später auch in Schweden und den USA. Seit Februar 2017 spielt sie für den Paris Saint-Germain FC in der ersten französischen Frauenliga, wo sie auch als 43-Jährige noch regelmäßig zum Einsatz kam; so stand sie im August 2020 beim Landespokalfinale in PSGs Startelf. Mit dem französischen Hauptstadtklub erreichte sie das Finale der UEFA Women’s Champions League 2016/17, wo sie und ihre Mitspielerinnen erst im Elfmeterschießen Titelverteidiger Olympique Lyon unterlagen. Dabei konnte Formiga als fünfte Schützin ihren Elfmeter verwandeln. Nachdem sie 2021 mit PSG den französischen Meistertitel gewonnen hatte, verließ sie den Hauptstadtverein.

## Nationalmannschaft
Formiga spielte für Brasilien bei den WM-Turnieren 1995, 1999, 2003, 2007, 2011, 2015 und 2019 und wurde dabei in mehr als 25 Spielen eingesetzt, in denen sie drei Tore erzielte. 2007 erreichte sie das Finale, in dem Brasilien der deutschen Nationalmannschaft mit 0:2 unterlag. Sie ist die einzige Spielerin, die bei allen olympischen Fußballturnieren der Frauen seit 1996 zum Einsatz kam und mit derzeit 29 Spielen olympische Rekordspielerin. Dabei erzielte sie drei Tore. 2004 und 2008 unterlag sie mit Brasilien jeweils im Spiel um die Goldmedaille der US-Mannschaft. Sie ist die erste südamerikanische Spielerin, die von der FIFA mit 100 Länderspielen gelistet wird. Nachdem sie bei den ersten vier Turnieren mit Brasilien immer das Halbfinale und zuletzt zweimal das Finale erreicht hatte, schied sie 2012 bereits im Viertelfinale mit 0:2 gegen Weltmeister Japan aus. 2016 verlor sie in ihrer Heimat das Spiel um Platz 3 gegen Kanada.
Beim Algarve-Cup 2015, an dem Brasilien erstmals teilnahm, trug Formiga, die bei den letzten beiden WM-Turnieren mit der Rückennummer 8 spielte, das Trikot mit der Nummer 20, da sie seit 20 Jahren für die Seleção spielt. Durch ihre Nominierung für die WM 2015 ist sie die erste Spielerin, die an sechs WM-Endrunden teilnahm. Im Gruppenspiel gegen Südkorea wurde sie als Spielerin der Partie ausgezeichnet.
Gemäß den im Brazilian National Womens’ Team Archive gelisteten Aufstellungen wurde sie in 195 Länderspielen eingesetzt, in denen sie 30 Tore erzielte – davon zwei in den Endspielen bei den Panamerikanischen Spielen 2003 und 2015. Sie bestritt 27 Spiele bei Weltmeisterschaften und 29 Spiele bei Olympischen Spielen, womit sie olympische Rekordhalterin und die einzige Spielerin ist, die an sechs olympischen Fußballturnieren (1996, 2000, 2004, 2008 und 2012, 2016) teilgenommen hat. Für 22 Spiele, die in ihre aktive Zeit fallen, liegen aber keine Aufstellungen vor. In der Meldung der FIFA zu ihrem Abschiedsspiel wurden 160 Spiele genannt. In der Kaderliste der FIFA zur WM 2019 wird sie mit 189 Spielen genannt, danach kamen noch sechs hinzu.
Nach dem Finale des Vier-Nationen-Turniers am 18. Dezember 2016 gegen Italien in Manaus erklärte sie ihren Rücktritt aus der Nationalmannschaft nach 21 Jahren. Im März 2018 überredete sie der brasilianische Nationaltrainer zum Comeback für die Südamerikameisterschaft 2018, wo sie im ersten Spiel gegen Argentinien auch zum Einsatz kam.
Auch für die Weltmeisterschaft 2019 wurde sie erneut nominiert. Mit ihrem Einsatz im Achtelfinale gegen Frankreich stellte sie einen neuen Altersrekord auf. Sie war zum Zeitpunkt des Spiels 41 Jahre und 112 Tage alt.
Am 25. November 2021 wurde sie vor dem Spiel gegen Indien in Manaus im Rahmen des Torneio Internacional de Manaus aus der Nationalmannschaft verabschiedet, für die sie noch einmal für 12 Minuten auflief.

## Erfolge
Nationalmannschaft
- Vizeweltmeisterschaft 2007
- Goldmedaille bei den Panamerikanischen Spielen 2003, 2007 und 2015
- Silbermedaille bei den Panamerikanischen Spielen 2011
- Silbermedaille bei den Olympischen Spielen 2004 und 2008
- Südamerikameisterschaft 1998, 2003, 2010, 2014, 2018

Verein
- CONMEBOL Copa Libertadores: 2011, 2013, 2014
- Brasilianische Pokalsiegerin: 2013
- Französische Pokalsiegerin: 2018
- Französische Meisterin: 2021

Auszeichnungen
- Bola de Prata: 2016[13]